# 穆图佩特
穆图佩特（Muthupet），是印度泰米尔纳德邦Thiruvarur县的一个城镇。总人口17313（2001年）。

## 人口
该地2001年总人口17313人，其中男性8116人，女性9197人；0—6岁人口2026人，其中男1010人，女1016人；识字率70.99%，其中男性为78.30%，女性为64.53%。